# Ill (Østrig)
|  | Se også: Ill i Frankrig |
Ill (ILL) er en flod i den vestlige del af  Østrigske delstat Vorarlberg. Den er en af Rhinens største bifloder med en gennemløbskraft på 65,5 m³/s og en længde på 75 km. Den har sit udspring på nordsiden af bjergkæden Silvretta, hvor tre gletsjere (Vermuntgletsjler, Ochsentaler gletsjer og Schneeglockengletsjer ) sørger for rigelige vandmængder. Floden flyder nordvestover gennem Vorarlberg, og passerer gennem dalene Montafon og Walgau og byen Feldkirch. Den munder ud i Rhinen et par kilometer nordvest for Feldkirch («Illspitz») ved grænsen til Schweiz. På grund af den store gennemløbskraft er der bygget flere dæmninger til produktion af vandkraft.

## Billeder
- Ill-udspring ved bjerget Hohes Rad
- Illspitz ved Feldkirch
- Illspitz ved Feldkirch, 2008, med ny bro
- Silvretta-dæmningssøen

## Eksterne referencer
- http://wgms.ch/data_databaseversions/

47°01′04″N 10°00′46″Ø / 47.01778°N 10.01278°Ø